# Cyclocross-Weltmeisterschaften 2021
Die Cyclocross-Weltmeisterschaften 2021 des Weltradsportverbandes UCI fanden am 30. und 31. Januar 2021 im belgischen Ostende statt. In diesem Jahr gab es nur Wettkämpfe in den Kategorien Elite (ersetzt seit 1994 im Cyclocross die vorher getrennten Profis und Amateure) sowie U23 statt. Elite-Weltmeisterin wurde Lucinda Brand aus den Niederlanden. Weltmeister bei den Männern wurde zum vierten Mal Mathieu van der Poel. Es waren die 72. Cyclocross-Weltmeisterschaften seit 1950.
Die Wettbewerbe wurden auf der Oostende Renbaan und dem anliegenden Strand ausgetragen. Eine Runde auf der Wettkampfstrecke hatte dabei eine Länge von ca. 2.900 m mit 205 m Asphalt, 404 m Asche, 565 m Sand und 1.326 m Gras; 400 m verliefen auf Brücken, die die beiden Abschnitte Rennbahn und Strand verbanden. Auf den Brückenrampen wurde ein maximaler Gradient von 21 % erreicht.
Nach Angaben der Veranstalter nahmen bei den Frauen 40 Athletinnen aus 11 Ländern und bei den Männern 45 Athleten aus 14 Ländern an der Meisterschaft teil. Aufgrund der weltweiten COVID-19-Pandemie und der hohen Infektionszahlen in Belgien hatten die dortigen Behörden am 15. Januar 2021 beschlossen, dass von den ursprünglich geplanten sechs Wettbewerben nur vier durchgeführt werden sollten, so dass in diesem Jahr keine Juniorenweltmeister gekürt wurden.

## Ergebnisse

### Männer Elite

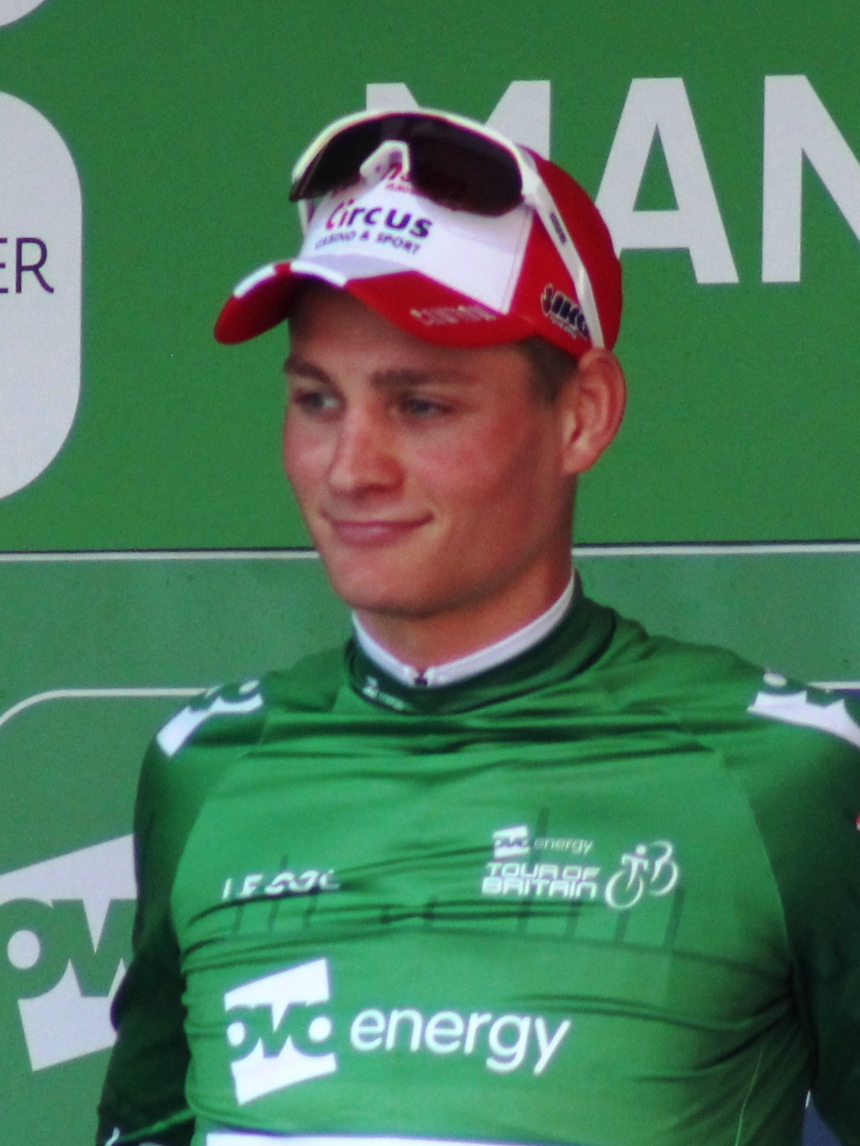
Weltmeister Mathieu van der Poel

Es wurden acht Runden absolviert. (31. Januar 2021, 15:10 Uhr MEZ)
| Platz | Name                   | Zeit       |
| ----- | ---------------------- | ---------- |
| 1     | Mathieu van der Poel   | 58:57 min  |
| 2     | Wout van Aert          | + 37 s     |
| 3     | Toon Aerts             | + 1:24 min |
| 4     | Thomas Pidcock         | + 1:37 min |
| 5     | Laurens Sweeck         | + 2:05 min |
| 6     | Michael Vanthourenhout | + 2:14 min |
| 7     | Eli Iserbyt            | + 2:18 min |
| 8     | Quinten Hermans        | + 2:23 min |
| 9     | Lars van der Haar      | + 2:41 min |
| 10    | Joris Nieuwenhuis      | + 3:15 min |

### Frauen Elite

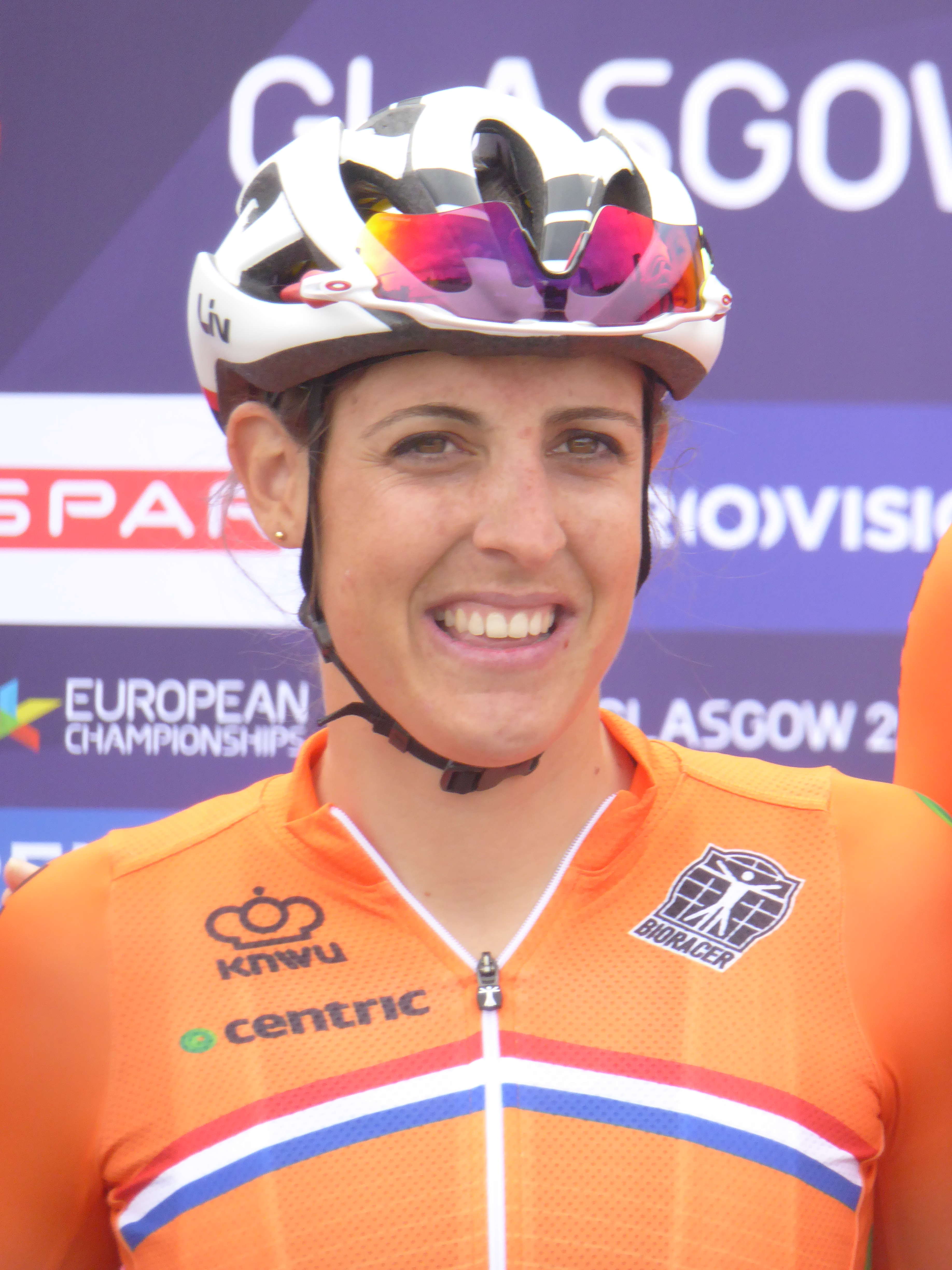
Weltmeisterin Lucinda Brand

Es wurden fünf Runden absolviert. (30. Januar 2021, 15:10 Uhr MEZ)
| Platz | Name                       | Zeit       |
| ----- | -------------------------- | ---------- |
| 1     | Lucinda Brand              | 46:53 min  |
| 2     | Annemarie Worst            | + 8 s      |
| 3     | Denise Betsema             | + 19 s     |
| 4     | Clara Honsinger            | + 52 s     |
| 5     | Yara Kastelijn             | + 1:04 min |
| 6     | Ceylin del Carmen Alvarado | + 1:12 min |
| 7     | Evie Richards              | + 1:13 min |
| 8     | Sanne Cant                 | + 1:43 min |
| 9     | Elisabeth Brandau          | + 2:07 min |
| 10    | Christine Majerus          | + 2:08 min |

### Männer U23
Es wurden sechs Runden absolviert. (30. Januar 2021, 13:30 Uhr MEZ)
| Platz | Name             | Zeit       |
| ----- | ---------------- | ---------- |
| 1     | Pim Ronhaar      | 49:47 min  |
| 2     | Ryan Kamp        | + 8 s      |
| 3     | Timo Kielich     | + 14 s     |
| 4     | Emiel Verstrynge | + 19 s     |
| 5     | Toon Vandebosch  | + 31 s     |
| 6     | Mees Hendrikx    | + 33 s     |
| 7     | Anton Ferdinande | + 55 s     |
| 8     | Niels Vandeputte | + 1:01 min |
| 9     | Ben Turner       | + 1:20 min |
| 10    | Tim van Dijke    | + 1:21 min |

### Frauen U23
Es wurden vier Runden absolviert. (31. Januar 2021, 13:30 Uhr MEZ)
| Platz | Name                     | Zeit       |
| ----- | ------------------------ | ---------- |
| 1     | Fem van Empel            | 36:59 min  |
| 2     | Aniek van Alphen         | + 3 s      |
| 3     | Kata Blanka Vas          | + 9 s      |
| 4     | Inge van der Heijden     | + 27 s     |
| 5     | Francesca Baroni         | + 54 s     |
| 6     | Puck Pieterse            | + 56 s     |
| 7     | Manon Bakker             | + 1:04 min |
| 8     | Anna Kay                 | + 1:10 min |
| 9     | Marthe Truyen            | + 1:53 min |
| 10    | Marion Norbert-Riberolle | + 2:11 min |